# Ouindigui (département)

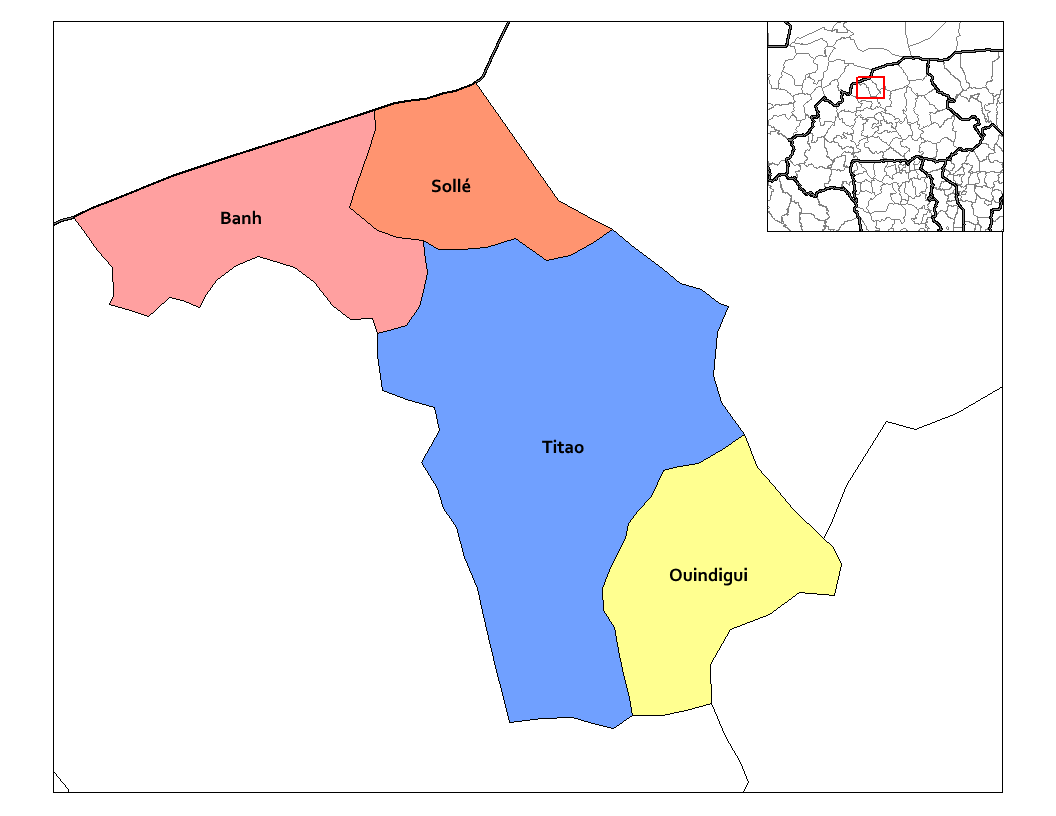
Localisation de la province de Loroum

Ouindigui est un département et une commune rurale de la province du Loroum, situé dans la région du Nord au Burkina Faso.

## Géographie

### Démographie
- En 2006, le département comptait 28 432 habitants recensés[1].

## Administration

### Villages
Le département et la commune rurale de Ouindigui est administrativement composé de dix-neuf villages, dont le village chef-lieu homonyme :
- Bouna
- Dougouri-Ouidi
- Doussaré
- Hitté
- Kobo
- Kougoussoula
- Koumna
- Koumna-Koudgo
- Nommo
- Ouattigué
- Ouindigui, chef-lieu
- Robolo
- Rounga
- Sénouboula
- Sirfou
- Soranga
- Tansombo
- Tiffélé
- Toolo